# Тревър Брукинг
Сър Тревър Дейвид Брукинг, CBE (на английски: Sir Trevor David Brooking) е английски футболист, треньор и футбоблен коментатор. Роден е на 2 октомври 1948 г. в Лондон. Прекарва почти цялата си кариера в Уест Хям, където играе на поста полузащитник. Известен е с добрата си игра и с двата крака, интелигентността си и чистата си игра. Носител е на три класа на Ордена на Британската империя – Член (1981 г.), Командор (1999 г.) и Рицар-командор (2004 г.). За разлика от много от колегите си Брукинг не занемарява ученето дори след като е приет в школата на Уест Хям. За тобора изиграва общо 636 мача и отбелязва 103 гола. С националния отбор изиграва 47 мача, отбелязвайки 5 гола и участва на Евро 1980 (два мача) и СП 1982 (където заради контузия участва като смяна само в един мач). През 1984 г. става коментатор за BBC, а по-късно озвучава като коментатор и компютърната игра Pro Evolution Soccer. Заема и ръководни постове – председател на Eastern Region Council for Sport and Recreation между 1987 и 1997 г. на Sport England между 1999 и 2003 г. През 2003 г. на два пъти за кратко поема длъжността треньор на Уест Хям – през април, когато титулярът Глен Рьодер калабира вследствие на мозъчен тумор и в началото на сезон 2003/2004, когато Рьодер е уволнен. В първия случай отборът боди битка за оставане във Висшата лига и въпреки успешните мачове на финала отпада, а във втория прекарва един успешен месец начело на отбора, преди да бъде заменен от Алан Пардю. Феновете искат Брукинг да бъде треньор на отбора за по-дълъг период от време, но самият той отдавна е заявил, че треньорската професия е прекалено напрегната за неговия вкус. Така той става известен като „най-добрият треньор, който Уест Хям е нямал“.

## Успехи
Уест Хям
- ФА Къп
  - Носител: 1975, 1980